# Processo aditivo de Markov
Em probabilidade aplicada, um processo aditivo de Markov (Markov additive process ou MAP, em inglês) é um processo de Markov bivariado em que estados futuros dependem apenas de uma das variáveis.

## Definição

### Espaço de estados finito ou contável paraJ(t)
O processo {\displaystyle \{(X(t),J(t)):t\geq 0\}} é um processo aditivo de Markov com parâmetro de tempo contínuo {\displaystyle t} se
1. {\displaystyle \{(X(t),J(t));t\geq 0\}} for um processo de Markov;
2. a distribuição condicional de {\displaystyle (X(t+s)-X(t),J(t+s))}, dado {\displaystyle (X(t),J(t))}, depende apenas de {\displaystyle J(t)}.

O espaço de estados do processo é R × S, em que {\displaystyle X(t)} assume valores reais e {\displaystyle J(t)} assume valores em algum conjunto contável S.

### Espaço de estados geral paraJ(t)
Para o caso em que {\displaystyle J(t)} assume um estado de espaços mais geral, a evolução de {\displaystyle X(t)} é governada por {\displaystyle J(t)}, no sentido de que para qualquer {\displaystyle f} e {\displaystyle g}, exigimos
{\displaystyle \mathbb {E} [f(X_{t+s}-X_{t})g(J_{t+s})|{\mathcal {F}}_{t}]=\mathbb {E} _{J_{t},0}[f(X_{s})g(J_{s})]}.

## Exemplo
Uma fila fluida é um processo aditivo de Markov em que {\displaystyle J(t)} é uma uma cadeia de Markov de tempo contínuo.

## Aplicações
O probabilista turco-americano Erhan Çinlar usa a estrutura única do processo aditivo de Markov para provar que, dado um processo gama com um parâmetro de forma que é uma função de movimento browniano, o tempo de vida resultante segue a distribuição de Weibull.
O professor de engenharia da Universidade de Pittsburgh Jeffrey Kharoufeh apresenta uma expressão de transformada compacta para a distribuição de falhas em processos de desgaste de um componente que se degrada de acordo com um ambiente de Markov que induz desgaste linear contínuo. Kharoufeh usa as propriedades do processo aditivo de Markov e assume que o processo de desgaste é temporalmente homogêneo e que o processo ambiental tem um espaço de estados finito.